# 大和市立草柳小学校
大和市立草柳小学校（やまとしりつ そうやぎしょうがっこう）は、神奈川県大和市中央3丁目にある公立小学校。

## 所在地
神奈川県大和市中央3丁目6-1

## 沿革
- 1957年（昭和32年）4月1日 - 大和町立草柳小学校創立。
- 1959年（昭和34年）2月1日 - 大和町の市制施行により、大和市立草柳小学校と改称。
- 1960年（昭和35年）
  - 10月2日 - 校旗制定。
  - 11月8日 - 校歌制定。
- 1962年（昭和37年）2月19日 - 完全給食実施。
- 1963年（昭和38年）5月 - 防音鉄筋3階校舎第一期工事竣工（14教室・職員室・放送室・保健室）。
- 1964年（昭和39年）5月 - 防音鉄筋3階校舎第二期工事竣工（6教室・給食調理室・校長室・用務員室）。
- 1966年（昭和41年）9月25日 - 創立10周年記念学校園完成（期成会より）。
- 1967年（昭和42年）4月24日 - 開校記念式挙行。
- 1970年（昭和45年）10月15日 - 防音鉄筋3階校舎第三期工事竣工。
- 1971年（昭和46年）
  - 6月30日 - プール完工し、使用開始。
  - 7月12日 - 鉄筋校舎第四期（4階）竣工（6教室・理科室）。
- 1972年（昭和47年）4月1日 - 特殊学級設置。
- 1973年（昭和48年）4月1日 - 柳橋小学校新設により、本校児童391名が柳橋小学校へ転籍。
- 1974年（昭和49年）6月24日 - 鉄骨造り屋内運動場（体育館）完成。
- 1976年（昭和51年）
  - 4月1日 - 大野原小学校新設により、本校児童131名が大野原小学校へ転籍。
  - 10月3日 - 創立20周年記念式典挙行し、「 二十年のあゆみ」創立20周年記念誌発行。
- 1977年（昭和52年）4月 - やまもも学習開始（児童の体験学習）。学校農園設置。
- 1978年（昭和53年）5月 - 校庭にスプリンクラー設置。
- 1979年（昭和54年）3月 - 防音鉄筋4階校舎第五期工事竣工（特別教室4教室(1階・家庭科室、2階・図工室、3階・図書室、4階・音楽室)）。
- 1980年（昭和55年）4月1日 - 文ヶ岡小学校新設により、本校児童392名が文ヶ岡小学校へ転籍。
- 1982年（昭和57年）11月30日 - 体育館前防球ネット完工。
- 1984年（昭和59年）12月22日 - 校門に門標取り付け。
- 1985年（昭和60年）
  - 1月21日 - 校舎正面に新しい校章取り付け。
  - 9月1日 - 「ことばの教室」開設。
- 1986年（昭和61年）4月1日 - 情緒障害児学級開設。
- 1987年（昭和62年）3月20日 - 「あゆみ」 創立30周年記念誌発行。
- 1989年（平成元年）4月1日 - 正門の位置が南東門から東中央へ変更。
- 1997年（平成9年）
  - 3月12日 - 「四十年のあゆみ」創立40周年記念誌発行。
  - 3月 - PCルーム工事完了。
- 1998年（平成10年）
  - 11月 - 耐震補強工事完了。
  - 12月 - プール塗装工事とプールサイド工事が完了。
- 1999年（平成11年）5月 - インターネット接続完工。
- 2000年（平成12年）3月 - 視聴覚教室完工。
- 2002年（平成14年）12月 - 校内LAN整備完了。
- 2003年（平成15年）3月 - 冷暖房工事完了。
- 2004年（平成16年）8月 - トイレ改修工事。
- 2005年（平成17年）3月 - コンピュータ機器入れ替え。
- 2006年（平成18年）
  - 4月 - 二学期制実施。
  - 11月 - 創立50周年記念式典挙行。
- 2007年（平成19年）2月 - 創立50周年記念誌「びびっど!そうやぎ」発行。
- 2011年（平成23年）2月 - 新体育館完成。
- 2014年（平成26年）3月 - 屋上防水工事完了。
- 2015年（平成27年）4月 - 三学期制に復す。
- 2016年（平成28年）5月24日 - 創立60周年記念「航空写真撮影」実施。
- 2018年（平成30年）3月 - 新体育倉庫完成。

## 通学地域と進学先
出典

### 通学区域
- 大字上草柳（221番、374～376番、780～800番、805番、806番、812～818番、827～830番、837～855番、857～858番、860～865番、878～937番、955番、956番、970～978番、979番、985～990番、993～996番、1001番、1003～1006番、1008番）
- 上草柳1丁目
- 上草柳2丁目
- 上草柳3丁目
- 上草柳4丁目
- 下草柳（551～554番、811番、820～828番、864～882番、1095～1099番、1154～1189番、1193番、1193番1号、1430～1543番、1547～1562番、1566～1567番、1576～1637番）
- 中央1丁目（ただし、1～2番は選択区域として柳橋小学校へ通学可能。）
- 中央2丁目
- 中央3丁目
- 中央4丁目
  - これは、概ね引地川の東側、小田急線の西側、小田急線から西へ徳洲会前の道路北側、東名高速道路の南側となる。

### 進学先
公立中学校の場合。
- 大和市立光丘中学校（大和市大和南）